# Godofredo de Jórvik
Para el rey vikingo de Northumbria y Dublín véase Gofraid ua Ímair (siglo X)
Godofredo (o Guthred, Guthfrith) (nórdico antiguo: Guðroðr) (m. 895) fue un caudillo vikingo de Northumbria, rey escandinavo de Jórvik hacia el año 883 hasta su muerte.
El primer rey vikingo de York conocido fue Halfdan Ragnarsson, expulsado en 877. En 883 Simeón de Durham escribe en su Historia de los Reyes:
«Guthred, de un esclavo, fue hecho rey».
Pero en su Historia de la Iglesia de Durham (History of the Church of Durham) expande la información tras la expulsión de Halfdan:

Durante este tiempo el ejército [vikingo], así como los habitantes que sobrevivieron, estaban sin un rey, inseguros; con lo cual el bendito San Cuthbert se apareció en una visión al abad Eadred Lulisc del monasterio de Carlisle<…>[y] se dirigió a él con las siguientes palabras: - Vete al ejército de los daneses, dijo: y anúnciales que vienes como mi mensajero, y pregunta dónde puedes encontrar un muchacho llamado Guthred, hijo de Hardacnut, a quien vendieron a una viuda. Habiendo sido encontrado, pagó a la viuda el precio de su libertad, le permitió presentarle frente a todo el ejército antes mencionado; y es mi voluntad y deseo, que sea elegido y nombrado rey en Oswiesdune, (es decir, la colina de Oswin), y permitir que el brazalete se coloque en su brazo derecho.
Simeón de Durham, History of the Church of Durham, Cap. XXVIII

El historiador medieval Æthelweard, cuyo trabajo crónica anglosajona es una fuente mucho más fiable sobre el periodo que la obra de Simeón, recoge en 895:

Obiit et Guthfrid, rex Northhymbriorum, in natalitis sancti Bartholomæi apostoli; cuius mausoleatur Euoraca corpus in urbe in basilica summa.
Allí también murió Guthfrith, rey de los northumbrios, en la festividad del apóstol San Bartolomé [24 de agosto]; su cuerpo reposa en la ciudad de York en la iglesia principal.
The Fourth Book of the Chronicle of Aethelweard

Por lo tanto, Guthred murió el 24 de agosto de 895 (o quizás 894) y enterrado en la antigua iglesia, sede episcopal anterior a la catedral de York.
No obstante no está claro si Guthfrith era cristiano, aunque sus relaciones con la comunidad de Saint Cuthbert eran cordiales, que era una influyente fuerza en la antigua Bernicia, y que había permanecido fuera de la influencia de Halfdan, cuya autoridad se limitaba al antiguo reino de Deira. Concedió muchas tierras entre el río Tyne y el río Use para la comunidad, propiedades que ya pertenecieron al monasterio de Wearmouth-Jarrow y formaron el núcleo de las tierras de la iglesia de Durham. Otras tierras, en la desembocadura del río Tees, Guthred permitió a Eadred adquirirlas para la iglesia.
Simeón también cita que Guthred se enfrentó a una gran invasión escocesa, que derrotó con ayuda de Saint Cuthbert.

## Cultura popular
Guthred aparece como personaje de Crónicas sajonas de Bernard Cornwell, principalmente en Los señores del norte (2006). 
En The Last Kingdom, la versión televisiva de las "Crónicas Sajonas" Guthred es interpretado por el actor Thure Lindhardt.